# Franz Braunshausen
Franz Braunshausen (* 1956) ist ein deutscher Schauspieler.

## Leben
Von 1977 bis 1981 besuchte Braunshausen die Schauspielschule in Stuttgart. Daneben genoss er privaten Unterricht. Auf der Theaterbühne war Braunshausen häufig zu sehen, zum Beispiel 1981 in der Dreigroschenoper oder 1984 in Nora.
Im Fernsehen war Braunshausen u. a. von 1985 bis 1986 in der Rolle des „Sigi Kronmayr“ in der ARD-Serie Lindenstraße zu sehen. Außerdem wirkte er in diversen weiteren TV-Produktionen mit, zum Beispiel in Kir Royal (1986), Tatort (1999) und Wolffs Revier (2003).

## Filmografie
- 1985–1986: Lindenstraße (Fernsehserie)
- 1986: Kir Royal (Fernsehserie, 1 Folge)
- 1988: The Contract (Fernsehserie, 1 Folge)
- 1989: Peter Strohm (Fernsehserie, 1 Folge)
- 1990: Abenteuer Airport (Fernsehserie, 1 Folge)
- 1992: De zondagsjongen
- 1999: Tatort: Todesangst
- 2003: Edel & Starck (Fernsehserie, 1 Folge)
- 2003: Wolffs Revier (Fernsehserie, 1 Folge)
- 2004: Herzlutschen